# تنظيم الدولة الإسلامية - ولاية سيناء
تنظيم ولاية سيناء هو فرع من تنظيم الدولة الإسلامية يتخذ من سيناء محل نشاطه وناط أعماله ويهدف أعضائه -حسب زعمهم- إلى «ضم سيناء للخلافة الإسلامية وتطبيق الشريعة». شُكِّل هذا التنظيم في 13 نوفمبر 2014 بقيادة جماعة أنصار بيت المقدس التي أعلنت البيعة لتنظيم الدولة، والولاء لخليفتها أبو بكر البغدادي.

## النشأة
في 8 من يوليو 2014، نظمت جماعة أنصار بيت المقدس عرضاً عسكريًا مسلحًا مكون من أكثر من 10 سيارات دفع رباعي في مدينة الشيخ زويد، وكانوا يرتدون ملابس سوداء رافعين رايات سوداء، بحوزتهم أسلحة من بينها أسلحة ثقيلة، وطافوا الشوارع المختلفة بقرى جنوبي الشيخ زويد ورفح، وهم يرددون هتافات مناصرة لـتنظيم الدولة الإسلامية وخليفتها أبو بكر البغدادي وقاموا بتوزيع جماعة منشورات على أهالي مدينتى رفح والشيخ زويد، تعلن من خلاله مبايعة أبي بكر البغدادي، والانضمام إلى تنظيم الدولة الإسلامية، وتغيير الاسم إلى ولاية سيناء، وإعلان سيناء إمارة إسلامية.
في 1 يوليو 2015، نفذ التنظيم أكبر هجماته حين هاجم ما لا يقل عن 300 مقاتل مدينة الشيخ زويد وهزموا قوات الجيش والشرطة وسيطروا عليها لفترة قصيرة قبل أن تتمكن التعزيزات والقوة الجوية المصرية من استعادة المدينة.

## نشاطات التنظيم

### أبرز الهجمات
ازداد نشاط الجماعة وهجماتها ضد الجيش المصري بعد إعلانها الانضمام إلى تنظيم الدولة الإسلامية، أبرزها:
- 29 نوفمبر 2014، أعلنت عن مقتل 3 من الجيش المصري بنيهم ضابط برتبة عقيد رميًا بالرصاص وبعبوة ناسفة في القاهرة والعريش عبر سرية الشهيد أبي عبيدة المصري ثأرا للمسلمات في السجون، وتوعد التنظيم بمزيد من العمليات، التي تستهدف الجيش والشرطة، «انتقاماً لتجاوزاتهم بحق المصريين، وقتلهم وتعذيبهم الأبرياء»، على حد قوله.[17]
- 29 يناير 2015م تفجيرات انتحارية بالأحزمة الناسفة استهدفت نادي وفندق الجيش المصري ومقر الكتيبة 101 في العريش، واستراحة للضباط قرب قسم شرطة العريش ليلا، وقد قُتل في الهجوم 32 عسكري ومدني.[18]
- 12 ابريل 2015، تفجير قسم ثالث العريش، أدي لمقتل 5 ضباط وإصابة 35 آخرين.[19]
- 10 يونيو 2015، تبنى إطلاق صواريخ على مطار الجوزة الذي تستخدمه قوات حفظ السلام في سيناء.[20]
- 17 يونيو 2015، تفجير بعبوة ناسفة استهدف كمين للشرطة المصرية شمال سيناء، أدي لمقتل ضابط واصابة أخرين.[21]
- 1 يوليو 2015، شن سلسلة هجمات منسقة واسعة النطاق على نقاط تفتيش للجيش المصري ومركز شرطة الشيخ زويد قٌتِل فيها 70 شرطيًا على الأقل.[22][23]
- 4 يوليو 2015، تبنى إطلاق 3 صواريخ على إسرائيل بالقرب من منطقة العقب، وسُمع دوي صفارات الإنذار في منطقة أشكول الواقعة شمالي النقب بالقرب من قطاع غزة.[24]
- 11 يوليو 2015، تفجير القنصلية الإيطالية في القاهرة عبر سيارة مفخخة يقودها انتحاري، أدى إلى مصرع شخص واحد على الأقل، وإصابة 4 آخرين.[25]
- 28 يوليو 2015، تفجير دبابة للجيش من طراز M60 بعبوة ناسفة شمال سيناء[26]
- 5 أغسطس 2015، هددت ولاية سيناء الحكومة المصرية بذبح رهينة كرواتي إذا لم تفرج عما وصفوهن بالأسيرات المسلمات المحتجزات داخل السجون المصرية خلال 48 ساعة خلال فيديو لها.[27][28][29]
- 20 أغسطس 2015، تفجير مبنى الأمن الوطني بمدينة شبرا الخيمة بمحافظة القليوبية، أسفر الحادث عن وقوع 30 مصاباً.[30]
- 1 سبتمبر 2015، تدمير فرقاطة ودبابات تابعة للجيش المصري وبثت فيديو لعمليات التفجير.[31]
- 20 سبتمبر 2015، مقتل عميد في وزارة الداخلية المصرية رميا بالرصاص في العريش شمال سيناء.[32]
- 31 أكتوبر 2015، أعلنت مسؤوليتها عن إسقاط الطائرة الروسية التي تحطمت في سيناء[33]، وفي مساء الأربعاء 18 نوفمبر، نشرت مجلة دابق الإلكترونية صورة قالت إنها للقنبلة التي استخدمتها في تنفيذ عمليتها وتفجير الطائرة. وأظهرت الصورة قنبلة بدائية الصنع قال أن التنظيم أنه استطاع تهريبها إلى الطائرة من مطار شرم الشيخ عبر ثغرة أمنية.[34]
- 29 يناير 2016، تفجير مدرعة شرطة بعبوة ناسفة شديدة الإنفجار بمدينة العريش شمال سيناء مقتل ضابطين شرطة وإصابة خمسة ضباط آخرين .[35]،
- 29 يناير 2016، مقتل 18 من ضباط الداخلية المصرية في هجوم مسلح بالرشاشات على كمين حي الصفا على الطريق الدائري جنوب العريش بشمال سيناء.[36]
- 8 ابريل 2016،  تفجير مدرعتين للجيش المصري بعبوات ناسفة في سيناء أسفر مقتل 7 وإصابة 15.[37]
- 8 مايو 2016، هجوم مسلح علي عربة شرطة بحلوان في القاهرة عبر سيارة ربع نقل تحمل شعار تنظيم الدولة الإسلامية خرج منها 4 أشخاص كانوا مختبئين بالصندوق الخلفي وقاموا بإطلاق أعيرة نارية كثيفة تجاه حافلة الشرطة من أسلحة آلية كانت بحوزتهم ولاذوا بالفرار، أدي لمقتل 8 ضباط.[38]
- 30 يونيو 2016، مقتل كاهن كنيسة مار جرجس في العريش بهجوم مسلح في شمال سيناء.[39]
- 25 نوفمبر 2016، تفجير مدرعات للجيش المصري عبر قيام إنتحاري يقود سيارة مفخخة بالهجوم على نقطة لمدرعات الجيش المصري شمالي سيناء أسفر عن مقتل 12 من الجيش المصري.[40]
- 11 ديسمبر 2016، شنت تفجيرًا إنتحاريًا على الكاتدرائية المرقسية في العباسية بمدينة القاهرة عبر إنتحاري، قُتل على إثره 29 شخصاً وأصيب 31 آخرون.
- 12 ديسمبر 2016، ذبح 15 شخصاً بالسكين بتهمة التجسس لصالح الحكومة المصرية التي تصفها بالمرتدة.[41]
- 9 يناير 2017، شنت هجومًا على حاجز المطافي في حي المساعيد غربي مدينة العريش بشمال سيناء، مما أدي لمقتل 13 من الشرطة المصرية، وإصابة 10 آخرين.[42][43]
- 9 فبراير 2017، «ولاية سيناء» تتبنى إطلاق صواريخ على مدينة إيلات الإسرائيلية.[44]
- 24 فبراير 2017، مقتل سبعة أقباط في مدينة العريش بمحافظة شمال سيناء إثر سلسلة هجمات استهدفتهم في هذه المنطقة التي ينشط فيها تنظيم ولاية سيناء.[45]
- 29 مارس 2017، تفجير دبابة للجيش المصري ومقتل ضابط شمال سيناء.[46]
- 9 أبريل 2017، تفجيرات أحد السعف تفجير كنيستي مار مرقس في محافظة الإسكندرية مار جرجس في محافظة طنطا، أدي لمقتل 44 قتيلا وأكثر من 126 مصابا.[47]
- 19 ابريل 2017، هجوم علي نقطة تفتيش للشرطة المصرية بالقرب من دير سانت كاترين جنوب سيناء أسفر عن مقتل وإصابة 4 وقد تبنت ولاية سيناء الهجوم.
- 11 مايو 2017، مقتل 20 من قوات تحالف قبائل سيناء في أشتباكات مع مسلحي ولاية سيناء.[48]
- 14 مايو 2017، مقتل عسكريين مصريين، بينهم مقدم وإصابة ثلاثة جنود، في هجوم استهدف آلية عسكرية بمنطقة الجورة جنوب الشيخ زويد.[49]
- 26 مايو 2017، استهداف بالرصاص عشرات المسيحيين كانوا يستقلون حافلة إلى دير الأنبا صموئيل أسفر عن مقتل 29 شخصاً وإصابة 24 آخرون.[50]
- 5 يوليو 2017، مقتل 3 جنود وجُرح 9 آخرون بانفجار عبوة ناسفة بآلية أمنية أثناء سيرها في مدينة العريش.[51]
- 7 يوليو 2017، مقتل 26 من الجيش المصري، وإصابة 32 أخرين في هجمات بسيارات مفخخة لتنظيم الدولة الإسلامية على الكتيبة 103 صاعقة وتأكد مقتل قائد الكتيبة، وتبنت ولاية سيناء الهجوم، وقالت أن عدد قتلى الجيش المصري لا يقل عن 60.[52][53][54]
- 24 يوليو 2017، تفجير دبابة للجيش المصري عبر سيارة مفخخة يقودها انتحاري أدي لمقتل 7.[55]
- 11 سبتمبر 2017، مقتل 18 شرطيًا في هجوم على قافلة أمنية بمدينة العريش شمال سيناء، بدأ الهجوم بعبوات ناسفة استهدفت أربع عربات مدرعة، أعقبه هجوم بأسلحة آلية من المسلحين وتبادل إطلاق نار مع قوات الأمن بالطريق الدولي غربي العريش، كما قاموا بقطع الطريق لمنع عربات الإسعاف والمطافي من الوصول لمكان الهجوم.[56]
- 19 ديسمبر 2017، قصف طائرة وزير الدفاع صدقي صبحي ووزير الداخلية اللواء مجدى عبدالغفار بصاروخ من نوع كورنيت أثناء هبوطها في مطار العريش بمحافظة شمال سيناء، أسفر عن إعطابها ومقتل ضابط وإصابة اثنين آخرين وعن تلفيات في طائرة هليكوبتر.[57][58]
- 29 ديسمبر 2017 ، هجوم كنيسة مارمينا قُتل 11 مسيحيا وإصابة 5 أخرين في الهجوم على كنيسة مارمينا في حلوان جنوب القاهرة عبر شاب يستقل دراجة بخارية بإطلاق نار علي الشرطة خلال محاولته اجتياز الطوق الأمني الخارجي لكنيسة مارمينا ثم دخل الكنيسة وأطلق نار كثيف علي المسيحيين وقد تبنت ولاية سيناء الهجوم.[59][60]
- 4 يناير 2018، إعدام أحد عناصر ولاية سيناء موسى أبو زماط بسبب تهريبه سلاحاً ومواد إلى حماس التي تصفها بالمرتدة في قطاع غزة من سيناء.[61]
- 14 أغسطس 2018: تفجير انتحاري استهدف قاعدة عسكرية مصرية في منطقة وسط سيناء أسفرت عن مقتل ثمانية ضباط وجنود على الأقل وإصابة 15 آخرين.[62]
- 30 سبتمبر 2018، تفجير دبابة جنوب الشيخ زويد، ومقتل وإصابة طاقمها.[63]

- 2 نوفمبر 2018، استهداف بالرصاص لمسيحيين في محافظة المنيا كانوا يستقلون حافلة في الطريق إلى دير الأنبا صموئيل، أسفر الهجوم عن مقتل 9 وإصابة 13 آخرين.[64]
- 17 يناير 2019 مقتل 7 من الجيش المصري بينهم ضابط في أشتباكات مع مسلحي ولاية سيناء.[65]

- 16 فبراير 2019: هجوم مسلح على ثكنة عسكرية للجيش المصري في مطار العريش في سيناء. وذكر الادعاء أن المجموعة قتلت 20 عسكريًا وتضمنت صورًا من الاشتباك والضحايا.[10]
- 26 مارس 2019: مقتل 3 من الجيش المصري وإصابة 10 عمال جنوب بئر العبد في كمين لمسلحي التنظيم.[66]
- 9 أبريل 2019، تفجير انتحاري استهدف مدرعة وكمين للشرطة المصرية في الشيخ زويد بشمال سيناء أدي مقتل 7 بينهم 4 ضباط شرطة ورئيس مباحث وأُصيب 30 شخصًا أخرين.[67][68]
- 16 مايو 2019، مقتل 5 عسكريين من الجيش المصري في أشتباكات مع مسلحين ولاية سيناء شمال سيناء.[69]
- 26 يونيو 2019، مقتل 7 من الجيش المصري بينهم ضابط في هجمات لجهاديين استهدفت 3 كمائن بالأسلحة الخفيفة شمال سيناء [65]
- 27 سبتمبر 2019، مقتل 3 من الجيش المصري ومدني في هجوم لولاية سيناء على نقطة تفتيش أمنية في محافظة شمال سيناء.[70]
- 4 نوفمبر 2019، أعلن الجيش المصري مقتل عدد من جنوده شمال سيناء.[71]
- 3 فبراير 2020، الهجوم على خط غاز في سيناء[72]
- 1 فبراير 2020، تفجير مدرعة للشرطة المصرية بعبوة ناسفة شديدة الإنفجار أدي لمقتل وإصابة 10 في شمال سيناء.[73]
- 1 مايو 2020، تفجير مدرعة للجيش المصري بعبوة ناسفة ثم بعدها أطلق المسلحون الرصاص عبر الرشاشات بمدينة بئر العبد شمال سيناء، أدي لمقتل وإصابة 10 من الجيش المصري.[74]
- 3 مايو 2020،  تفجير مدرعة للجيش المصري وقتل من فيها، بواسطة عبوة ناسفة زرعت قرب حاجز الوفاق غربي مدينة رفح شمال سيناء.[75]
- 20 مايو 2020، مقتل 6 من الجيش المصري وإصابة آخرين في كمين أقامه مسلحين ولاية سيناء.
- 29 أغسطس 2020، تفجير دبابة للجيش المصري في مدينة الشيخ زويد بمحافظة شمال سيناء ومقتل وإصابة طاقمها.[76]
- 22 يناير 2021، تفجير عربة مصفحة لوزارة الداخلية المصرية بعبوة ناسفة شديدة الإنفجار، أدي لمقتل وإصابة 4 من أفراد الشرطة المصرية.[77]
- 19 ابريل 2021، إعدام مسيحي يدعي نبيل حبشي منشئ كنيسة العذراء مريم بمدينة بئر العبد و2 من قبيلة الترابيين متعاونين مع الجيش رميا بالرصاص في سيناء.[78]
- 30 ابريل 2021، مقتل وإصابة 10 عسكريين بأحد المركبات المدرعة جنوب مدينة بئر العبد بشمال سيناء.[79]
- 1 يونيو 2021، مقتل قائد قوات التدخل السريع بالجيش المصري برصاص قناص في هجوم بسيناء.[80]
- 5 يونيو 2021، مقتل 6 من الجيش المصري وإصابة آخرين وإعطاب دبابة بهجوم نوعي في سيناء.[81]
- 14 يونيو 2021، مقتل ضابط في المخابرات الحربية المصرية برتبة مقدم أركان حرب.[82]
- 31 يوليو 2021، مقتل أكثر من 5 من عناصر الأمن في إشتباكات مع عناصر ولاية سيناء.[83]
- 1 أغسطس 2021، مقتل 6 من الجيش المصري وإصابة 2 آخرين بهجوم لمقاتلي ولاية سيناء.[84]
- 1 أغسطس 2021، مقتل 5 ضباط من الشرطة المصرية في كمين نصبه مسلحي ولاية سيناء[85]
- 13 أغسطس 2021، مقتل وإصابة 9 من الجيش المصري باشتباكات في سيناء بهجوم مسلح لولاية سيناء.[86]
- 2 أكتوبر 2021، إسقاط طائرة بدون طيار شمال سيناء.[87]
- 17 ديسمبر 2021، تفجير دبابة للجيش المصري بمدينة رفح في محافظة شمال سيناء، أسفر الهجوم عن مقتل 2 وإصابة 3 آخرين.
- 14 فبراير 2022، مقتل عنصر في اتحاد قبائل سيناء بهجوم لـ«ولاية سيناء»[88]
- 28 فبراير 2022، مقتل عنصرين من المجموعات القبلية المساندة للجيش بهجوم في محافظة شمال سيناء.[89]
- 3 مارس 2022، تدمير جرافة تابعة للجيش المصري ومقتل جميع من كانوا على متنها في كمين نصبه التنظيم قرب قرية تفاحة جنوبي مدينة بئر العبد.
- 14 مارس 2022،  مقتل وإصابة عشرة من الجيش المصري، وسبعة من المجموعات القبلية المساندة للجيش في هجمات متتالية على مناطق متفرقة من محافظة شمال سيناء، بما فيها مدينة العريش.[90]
- 24 مارس 2022، مقتل 4 عناصر وإصابة ثلاثة من «اتحاد مجاهدي سيناء» الموالي للجيش جنوب الشيخ زويد في هجوم لولاية سيناء.[91]
- 1 ابريل 2022، مقتل 4 من إتحاد قبائل سيناء خلال اشتباكات مع التنظيم.
- 2 أبريل 2022، إعدام متعاونين مع الأمن رميا بالرصاص في قرية الهميصة، جنوب مدينة بئر العبد شمال سيناء.[92][93]
- 6 إبريل 2022، مقتل 5 من اتحاد قبائل سيناء وقصف حاجز المراجدة التابع للجيش المصري. وأسر أحد البدو من قرية الطويل وقطع رأسه بتهمة التجسس لصالح الجيش.
- 22 إبريل 2022، مقتل 7 أفراد من الجيش المصري خلال هجمات متفرقة في سيناء، كما تم اقتحام قرية مصفق شرقي بئر العبد وأسر بعض البدو المتعاونين مع الجيش.
- 6 مايو 2022، مقتل أكثر من 20 فرداً في اتحاد قبائل سيناء.[94]
- 7 مايو 2022، هجوم قناة السويس 2022 مقتل 17 عسكريا من الجيش المصري وإصابة 5 آخرين من الكتيبة 505 مهام سرية وإحراق الثكنات بعد إغتنام الأسلحة ضمن ما اسمته «الثأر للمسلمات الأسيرات في رفح» خلال هجوم مسلح استهدف محطة رفع مياه شرقي قناة السويس غرب سيناء.[95][96][97]
- 11 مايو 2022، مقتل 6 عسكريين بينهم ضابط وإصابة 2 آخرين من الجيش المصري في مدينة رفح بمحافظة شمال سيناء بهجوم مسلح.[98][99]
- 13 مايو 2022، مقتل 3 وإصابة اثنين أخرين من مجموعة اتحاد قبائل سيناء المساندة للجيش المصري بهجوم مسلح بمدينة الشيخ زويد.[100]
- 19 مايو 2022، محاولة تفجير إنتحاري لكمين للشرطة المصرية شمال سيناء.[101]
- 11 يونيو 2022، مقتل 2 بينهم ضابط من الكتيبة 280 التابعة للجيش المصري ومقتل 3 من اتحاد قبائل سيناء بهجوم مسلح في رفح شمال سيناء.[102][103]
- 11 يونيو 2022، خطف 15 شخص بدعوي تعاونهم مع الأمن عبر مجموعة عسكرية تابعة لولاية سيناء داهمت منطقة عمورية في بئر العبد شمال سيناء، واختطفت مجموعة من عائلة الدواغرة، واقتادتهم إلى منطقة مجهولة للتحقيق معهم، ثم أفرجت عنهم بعدها بساعات.[104]
- 18 يونيو 2022، مقتل عقيد أركان حرب في الجيش المصري بهجوم مسلح لولاية سيناء في مدينة رفح بمحافظة شمال سيناء.[105]
- 29 يونيو 2022،  تفجير عبوة ناسفة في رفح أستهدفت دوريات للمجموعات القبلية الموالية للجيش ما أدي لمقتل 2 وإصابة أخرين.[106]

### نشاط إعلامي
يقوم التنظيم بنشر الصور وإنتاج مقاطع الفيديو التي يسميها «إصدارات»؛ يُظهر فيها المعارك والهجمات التي يقوم بها التنظيم، أشهر هذه المقاطع مقطع بعنوان «صولة الأنصار1»، وأخر بعنوان «صولة الأنصار2».، كما أصدر عدة بيانات صوتية.
- في 12 ديسمبر 2016، نشرت ولاية سيناء مقطع فيديو بعنوان «حز الرقاب»، يظهر فيه ذبح 15 شخصاً بتهمة التجسس لصالح الجيش المصري.[41]
- في 11 أبريل 2017، نشرت ولاية سيناء مقطع فيديو بعنوان «صاعقات القلوب»، يظهر فيه عدد كبير من عمليات القنص التي قام بها ضد عشرات الأشخاص من الجيش المصري.[108][109] وقد ذكر المقطع أنه تم قنص 172 عنصر من الجيش المصري خلال عام.[110]
- في 13 مارس 2022، أعلنت ولاية سيناء مبايعة «أبو الحسن الهاشمي القرشي» خليفة تنظيم الدولة الإسلامية في فيديو يظهر فيه أفراد وقادة التنظيم في سيناء مع مقطع صوتي «نمضي علي درب الجهاد مبايعين لن ننتهي، لن ننحي، لن نستكين».[111]

## وصلات خارجية
- تنظيم «ولاية سيناء»: الصعود العسكري والآثار السياسية ـ مركز الجزيرة للدراسات .
- نبذة عن تنظيم «ولاية سيناء» ـ بي بي سي عربي